# 福島総合運輸区
福島総合運輸区（ふくしまそうごううんゆく）はかつて福島県福島市にあった東日本旅客鉄道（JR東日本）東北本部の運転士・車掌が所属していた組織である。2022年9月30日限りで廃止し、現在は福島統括センター。

## 沿革
- 1887年12月15日：日本鉄道の郡山-塩竈間の開業に合わせ、福島機関庫開設。
- 1906年11月1日：日本鉄道の国有化を受け、官鉄福島機関庫として存続。
- 1936年9月1日：全国一斉の内規改訂により福島機関区と改称。
- 1949年3月：奥羽本線米沢電化により福島機関区の機能を福島第一機関区（東北本線及び周辺の蒸気機関車及び乗務員）と福島第二機関区（奥羽本線の電気機関車及び乗務員）に分割[1]。
  - 福島第一機関区 - 東北本線および川俣線を担当[2]。
  - 福島第二機関区（福島市森合町中川5番地） - 奥羽本線を担当[1][2]
- 1959年12月：東北本線交流電化をひかえ、福島第一機関区と福島第二機関区を福島機関区に再統合[2]。
- 1966年10月：福島機関区の入換と小運転用の蒸気機関車配置がゼロとなり無煙化完了し、これ以降最盛期は100両近くを擁する電気機関車の一大中継基地となる。
- 1987年3月1日：福島運転所と改称[3]。
- 1993年9月7日：福島運転所と福島車掌区が統合し、福島運輸区発足。福島運転所の配置車両（電気機関車のみが配置されていた）は仙台電車区に転属し、車両配置がなくなる。
- 2005年12月10日：福島運輸区と仙台新幹線運輸区福島支区を統合し、福島総合運輸区発足。

- 2022年10月1日：福島統括センター（福島駅、福島総合運輸区の統合）が発足。当区は廃止。

## 乗務範囲
- 東北本線：郡山 - 仙台間
- 奥羽本線（山形線）：福島 - 米沢間 [2]